# Kabra (Guidan Roumdji)
Kabra (auch: Kabara) ist ein Dorf in der Stadtgemeinde Guidan Roumdji in Niger.

## Geographie

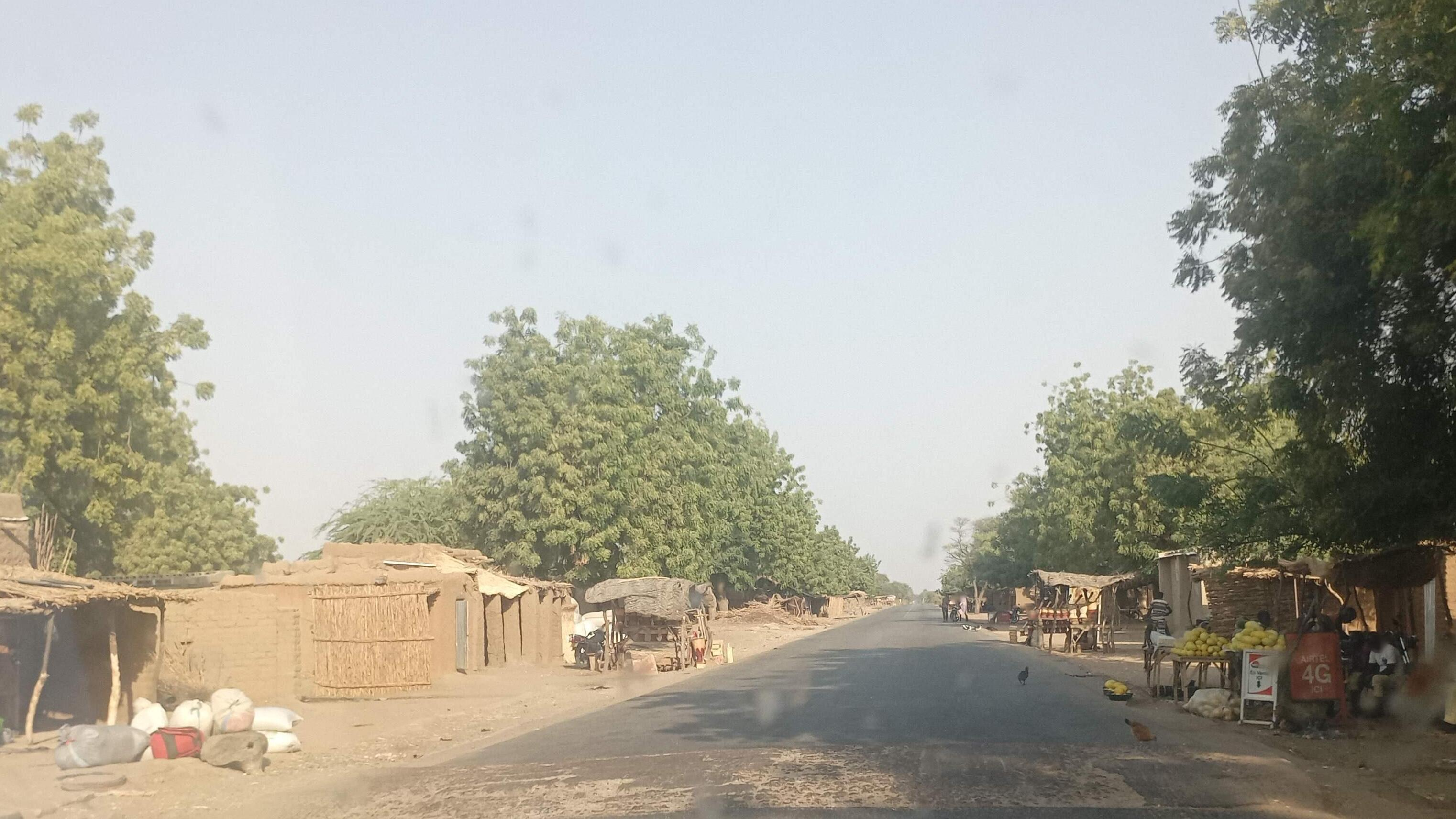
Straßenmarkt in Kabra (2025)

Das von einem traditionellen Ortsvorsteher (chef traditionnel) geleitete Dorf liegt am rechten Ufer des Trockentals Goulbi de Maradi. Es befindet sich rund neun Kilometer westlich des urbanen Zentrums von Guidan Roumdji, der Hauptstadt des gleichnamigen Departements Guidan Roumdji, das zur Region Maradi gehört. Zu den Siedlungen in der näheren Umgebung von Kabra zählen Rafin Wada im Nordwesten, Ballarabé im Osten, Toda Haoussa im Südosten und Guidan Alkali im Westen.
Kabra ist Teil der Übergangszone zwischen Sahel und Sudan. Die durchschnittliche jährliche Niederschlagsmenge beträgt hier zwischen 400 und 500 mm.

## Geschichte
Aus dem Nordwesten des Nachbarlands Nigeria flüchteten aufgrund der sich verschlechternden Sicherheitslage von April bis Juli 2009 mehr als 35.000 Menschen in die Departements Guidan Roumdji und Madarounfa in Niger. Kabra gehörte zu den Orten, die Flüchtlinge aufnahmen. Mit Stichtag 31. August 2019 handelte es sich dabei um 173 Personen. Laut einer Erhebung vom September 2022 lebten in Kabra 70 Vertriebene aus 20 Haushalten.

## Bevölkerung
Bei der Volkszählung 2012 hatte Kabra 779 Einwohner, die in 90 Haushalten lebten. Bei der Volkszählung 2001 betrug die Einwohnerzahl 466 in 64 Haushalten und bei der Volkszählung 1988 belief sich die Einwohnerzahl auf 268 in 36 Haushalten.
Die Zone entlang des Trockentals gehört zu den am dichtesten besiedelten und zugleich zu den ärmsten Nigers, mit erhöhter Unterernährung.

## Wirtschaft und Infrastruktur

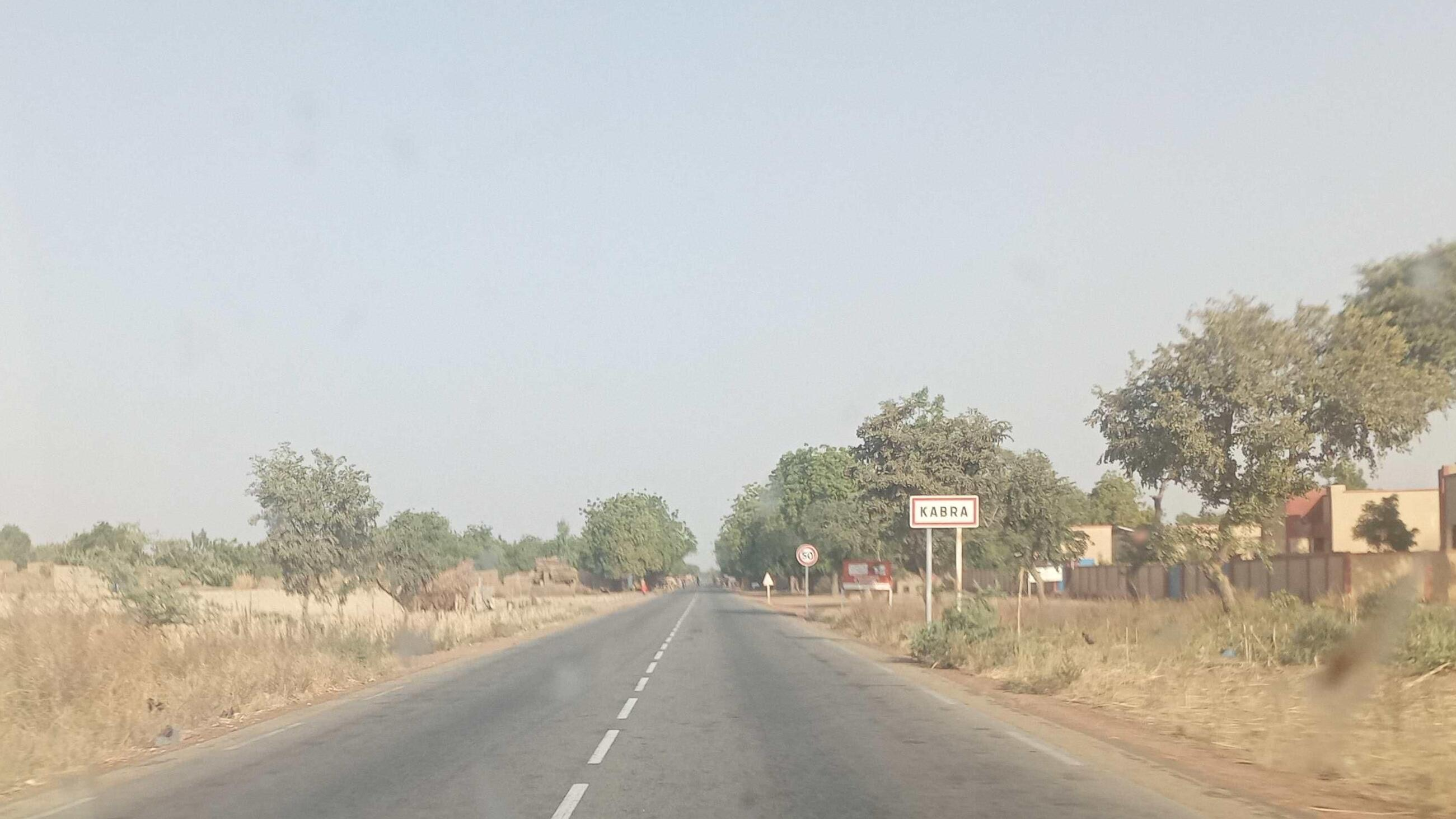
Nationalstraße 1 an der Ortseinfahrt von Kabra (2025)

Durch Kabra führt die asphaltierte Nationalstraße 1, die längste Fernstraße Nigers. Im Dorf wird ein Wochenmarkt abgehalten. Der Markttag ist Dienstag. Der Markt wurde nach 1960, dem Jahr der staatlichen Unabhängigkeit Nigers, etabliert. Kabra liegt im weitläufigen Weideland zwischen den Trockentälern Goulbin Kaba und Goulbi de Maradi, das traditionellerweise in der Trockenzeit von nomadischen Fulbe- und Wodaabe-Viehzüchtern aufgesucht wird. Es ist eine Grundschule im Ort vorhanden.